# Praga Mignon
 (décembre 2024).
La mise en forme du texte ne suit pas les recommandations de Wikipédia : il faut le « wikifier ».
Les points d'amélioration suivants sont les cas les plus fréquents. Le détail des points à revoir est peut-être précisé sur la page de discussion.
- Les titres sont pré-formatés par le logiciel. Ils ne sont ni en capitales, ni en gras.
- Le texte ne doit pas être écrit en capitales (les noms de famille non plus), ni en gras, ni en italique, ni en « petit »…
- Le gras n'est utilisé que pour surligner le titre de l'article dans l'introduction, une seule fois.
- L'italique est rarement utilisé : mots en langue étrangère, titres d'œuvres, noms de bateaux, etc.
- Les citations ne sont pas en italique mais en corps de texte normal. Elles sont entourées par des guillemets français : « et ».
- Les listes à puces sont à éviter, des paragraphes rédigés étant largement préférés. Les tableaux sont à réserver à la présentation de données structurées (résultats, etc.).
- Les appels de note de bas de page (petits chiffres en exposant, introduits par l'outil «  Source ») sont à placer entre la fin de phrase et le point final[comme ça].
- Les liens internes (vers d'autres articles de Wikipédia) sont à choisir avec parcimonie. Créez des liens vers des articles approfondissant le sujet. Les termes génériques sans rapport avec le sujet sont à éviter, ainsi que les répétitions de liens vers un même terme.
- Les liens externes sont à placer uniquement dans une section « Liens externes », à la fin de l'article. Ces liens sont à choisir avec parcimonie suivant les règles définies. Si un lien sert de source à l'article, son insertion dans le texte est à faire par les notes de bas de page.
- La présentation des références doit suivre les conventions bibliographiques. Il est recommandé d'utiliser les modèles {{Ouvrage}}, {{Chapitre}}, {{Article}}, {{Lien web}} et/ou {{Bibliographie}}. Le mode d'édition visuel peut mettre en forme automatiquement les références.
- Insérer une infobox (cadre d'informations à droite) n'est pas obligatoire pour parachever la mise en page.

Pour une aide détaillée, merci de consulter Aide:Wikification.
Si vous pensez que ces points ont été résolus, vous pouvez retirer ce bandeau et améliorer la mise en forme d'un autre article.
La Mignon fut le premier modèle entièrement conçu et réalisé par la marque Praga. Dessinée par František Kec (cs), il s’agissait d’une voiture qui, sans être de grand luxe comme la Grand, était de haut de gamme. Bien conçue, fiable et confortable, elle fut produite pendant 20 ans, ne cessant d’évoluer et d’offrir des finitions toujours plus soignées.

## Histoire
La Mignon fut conçue par un jeune ingénieur de grand talent, František Kec (1883-1971), auquel la marque Praga doit d’avoir surmonté ses premières années calamiteuses. Transfuge de Laurin & Klement, il dessine en six mois ce modèle polyvalent, de taille moyenne et destiné initialement à un large public.
Si la Mignon comprend de nombreuses séries (qui correspondent en général à leur année de commercialisation), elle compte deux versions principales : les modèles à 4 cylindres (1911 à 1926) et à 6 cylindres (1927 à 1929).
La version initiale était équipée d’un moteur de 1 100 cm3, qui fut porté dès la série 3 à 1 848 cm3. Il s’agissait d’une limousine aux lignes élégantes de 3 m d’empattement et de 1 300 kg, dont la vitesse atteignait 70 km/h.
Au fil des versions, la Mignon s’embourgeoisa, les moteurs étant de plus en plus puissants, les voitures de plus en plus lourdes et les équipements de plus en plus raffinés.
Ainsi, en 1925, le carrossier Josef Sodomka (en) débuta sa brillante carrière en habillant pour sa première création un châssis de Praga Mignon.
À partir de 1927, le 4 cylindres fut remplacé par un 6 cylindres en ligne de 2 498 cm3, qui passa à 2 638 cm3 deux ans plus tard.
La crise économique mit fin à la production, qui s’acheva avec la série 18.

## Caractéristiques
La Mignon lança véritablement le constructeur Praga sur le marché des voitures particulières. Elle s’appuyait sur les bases qui allaient être la marque de fabrique de la firme : fiabilité et confort.

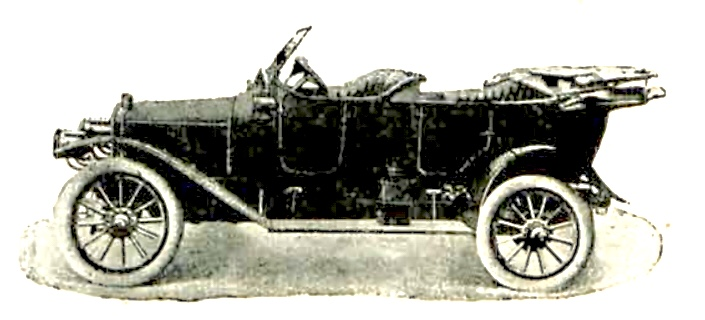
Une Praga Mignon de 1912, dans sa version phaéton-torpedo

Il s’agissait d’un phaéton-torpedo de 5 places à 3 portes équipée d’un 4 cylindres à soupapes latérales refroidi par eau. Elle était à propulsion arrière avec une boîte à 4 vitesses.
Elle évolua ensuite vers la forme bourgeoise par excellence : la limousine fermée de type coupé de ville ou conduite intérieure, qui en furent les versions les plus demandées. La motorisation évolua vers des cylindrées de plus en plus importantes, passant de 4 à 6 cylindres. Mais d’autres formes de carrosseries furent réalisées selon la demande de la clientèle, comme il était d’usage à l’époque.

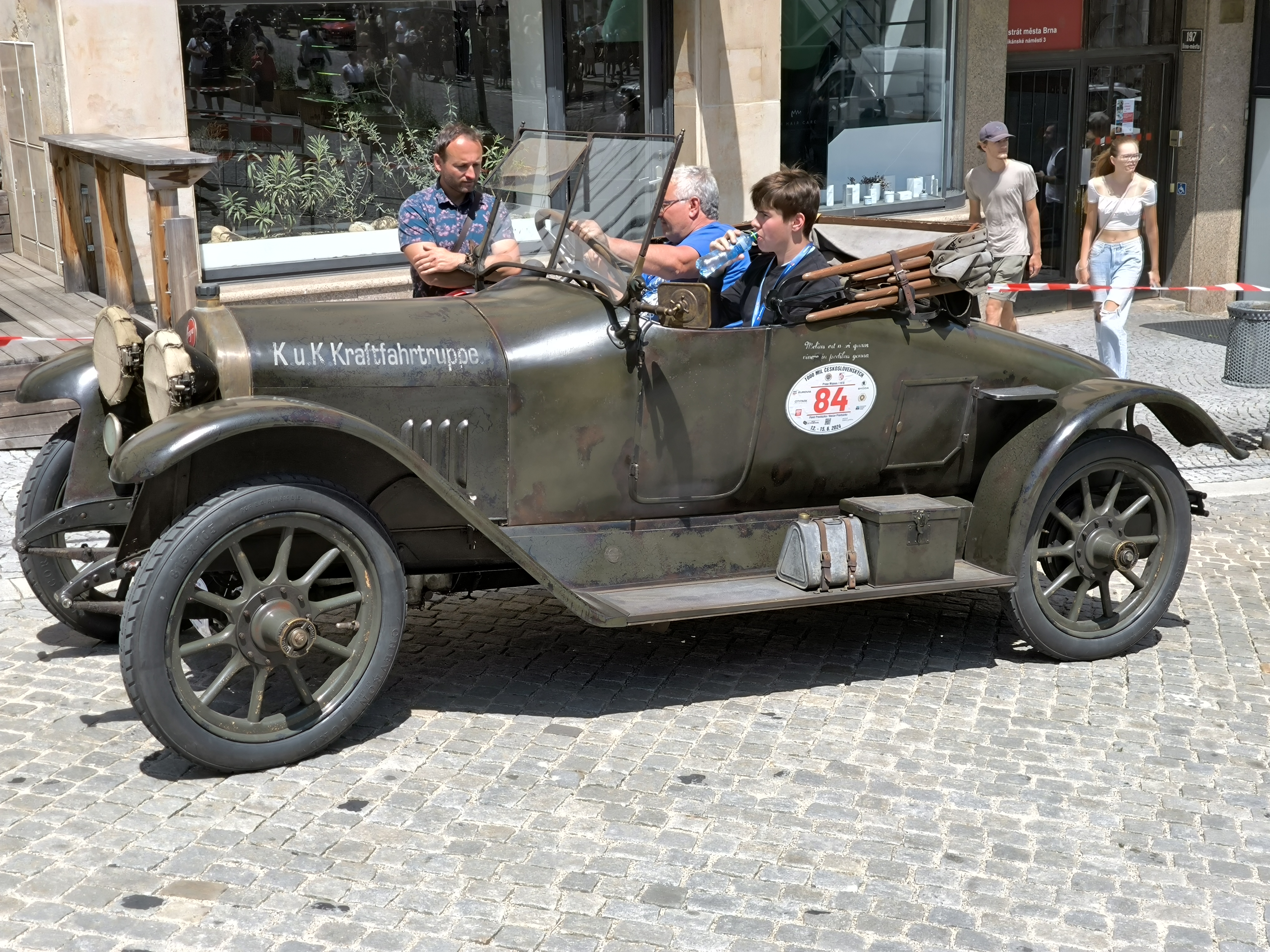
Une Praga Mignon version coupé de 1916 qui appartenait à l'armée austro-hongroise

Polyvalente, elle pouvait être destinée à différents usages : elle servit ainsi comme ambulance, utilitaire, transport de personnes et fut également utilisée par l’armée austro-hongroise.
La Mignon présentait un savant équilibre entre des dispositifs éprouvés et des solutions innovantes.
Dans ses dernières versions, le châssis de la Mignon était équipé de suspensions à essieux rigides et le système de freinage bénéficiait d’un servofrein. Le moteur était alimenté par deux carburateurs Zénith à triple diffuseur et pourvu d’un système d’allumage Bosch. Il recevait une culasse démontable type Ricardo et un vilebrequin à quatre paliers.
Un dispositif hydraulique empêchait le conducteur d’appuyer sur la pédale d’accélérateur lorsque la pression d’huile était insuffisante, évitant tout dommage grave au moteur. Et comme sur l’ensemble des Praga, la commande de clignotants revenait automatiquement au point neutre lors du retour du volant.

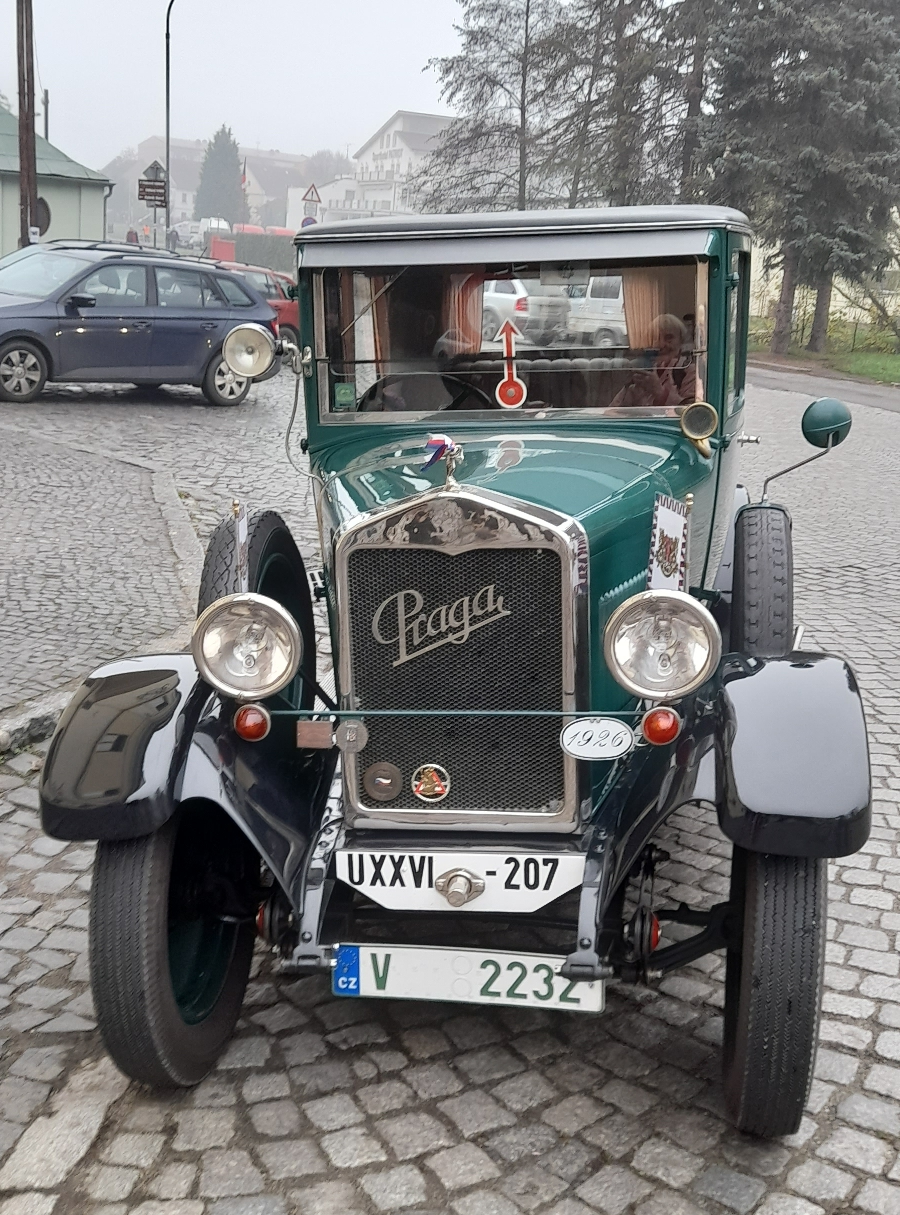
Une Praga Mignon de 1926

L’intérieur était particulièrement soigné. Y dominaient le cuir et la peluche, et de nombreux accessoires visaient à assurer le confort des passagers. On y trouvait des rideaux déroulants aux fenêtres, des lampes intérieures, un appareil téléphonique pour transmettre ses instructions au conducteur, et pour les messieurs, un allume-cigare électrique et des supports pour les cannes.
À ce niveau d’équipement, le prix de la Mignon, s’il restait inférieur à celui de la Grand, dont elle partageait certains composants, atteignait des montants qui la destinait à des clients très aisés. Il correspondait au prix de cinq voitures populaires comme l’Aero, et équivalait à celui d’un modèle comme la Mercedes-Benz W02 qu’elle dépassait en qualité. Elle était ainsi bien positionnée en termes de prix dans sa catégorie ce qui explique son succès commercial en Europe centrale.
Avec le camion type V dans un tout autre segment, la Mignon a permis d’établir la réputation de la marque Praga sur le marché automobile intérieur et international.

## Production
Les chiffres de la production varient selon les sources. Il est assez communément admis que le chiffre total fut de 5 000 à 6 000 unités. Les chiffres partiels indiqués ci-dessous restent à consolider.

### Version à moteur 4 cylindres
- Séries 1 et 2 (1911-1913) - 3 m d'empattement - Moteur de 1 100 cm3.
- Série 3 (1914) - Moteur de 1 848 cm3.

85 unités sont produites de 1911 à 1914.
- Séries 4 à 11 (1915-1924) – De 1 300 à 1 600 kg - Moteur de 2 296 cm3 (28 à 35 ch à 2 400 tr/min) – 1 045 unités produites

La production fut suspendue en 1917 en raison de la guerre et ne reprit qu'en 1920.
- Séries 12 à 15 (1925-1926)

### Version à moteur 6 cylindres
- Séries 16-17 (1927-1928) – 1 800 kg - Moteur de 2 494 cm3 (45 ch)
- Série 18 (1929) – 1 940 kg - Moteur de 2 638 cm3 (50 ch)

La version 6 cylindres aurait été produite à 1 447 exemplaires.